# Bryan Davis
Bryan Davis (ur. 31 grudnia 1986 w Dallas) – amerykański koszykarz występujący na pozycji środkowego, obecnie zawodnik Yulon Luxgen.
Karierę rozpoczynał w zespole Uniwersytetu Texas A&M występującym w rozgrywkach NCAA. W sierpniu 2010 roku podpisał kontrakt z klubem Czarni Słupsk. W jego barwach wystąpił we wszystkich 33 meczach sezonu 2010/11.
Od sezonu 2011/12 zawodnik holenderskiego klubu GasTerra Flames. Uczestnik Meczu Gwiazd Polskiej Ligi Koszykówki 2011. Podczas tej imprezy brał także udział w konkursie wsadów, w którym odpadł po pierwszej rundzie.
12 listopada 2015 po raz trzeci w karierze związał się z klubem Czarnych Słupsk. Opuścił zespół 7 grudnia, po rozegraniu trzech spotkań, podczas których notował średnio 11,3 punktu, 5,3 zbiórki oraz 1,7 bloku, jako zastępca kontuzjowanego Cheikh’a Mbodja.
6 września 2016 podpisał umowę z Energią Czarnymi Słupsk. Pod koniec miesiąca został zwolniony.
13 października 2016 został zawodnikiem Proximus Spirou Charleroi.
4 grudnia 2017 podpisał umowę z urugwajskim Trouville. 23 lutego 2018 zawarł kontrakt z malezyjskim KL Dragons Basketball Academy.
22 lutego 2019 dołączył do występującego w lidze tajwańskiej Yulon Luxgen.

## Osiągnięcia
Stan na 23 lutego 2019, na podstawie, o ile nie zaznaczono inaczej.
NCAA
- Uczestnik:
  - rozgrywek NCAA Sweet Sixteen (2007)
  - turnieju NCAA (2007–2010)
  - meczu gwiazd NCAA – Reese's College All-Star Game (2010)
- Zaliczony do:
  - I składu:
    - defensywnego Big 12 (2010)
    - najlepszych rezerwowych Big 12 (2008)
    - najbardziej niedocenianych zawodników Big 12 (2010)

  - III składu Big 12 (2010)

Drużynowe
- Mistrz Nowej Zelandii (2014, 2016)
- Brązowy medalista mistrzostw Polski (2011)

Indywidualne
- MVP:
  - rywalizacji o brązowy medali mistrzostw Polski (2011)[9]
  - 9. kolejki ligi ukraińskiej (2011/12)
- Uczestnik meczu gwiazd:
  - ukraińskiej Superligi (2012)
  - PLK (2011)[5]
  - ligi Tajwanu – SBL (2015, 2016)
- Uczestnik konkursu wsadów PLK (2011)[6]

## Statystyki w Polskiej Lidze Koszykówki
| Sezon   | Drużyna              | M  | S5 | MPG  | FG%   | 3P%  | FT%   | RPG | APG | SPG | BPG | PPG |
| ------- | -------------------- | -- | -- | ---- | ----- | ---- | ----- | --- | --- | --- | --- | --- |
| 2010/11 | Energa Czarni Słupsk | 33 | 26 | 18,4 | 63,0% | 0,0% | 57,0% | 4,4 | 0,4 | 0,8 | 1,0 | 8,5 |